# Mysidia
Mysidia är ett släkte av insekter. Mysidia ingår i familjen Derbidae.

## Dottertaxa tillMysidia, i alfabetisk ordning[1]
- Mysidia acidalioides
- Mysidia adamare
- Mysidia adusta
- Mysidia agilis
- Mysidia albicans
- Mysidia albifasciata
- Mysidia albipennis
- Mysidia amarantha
- Mysidia amazona
- Mysidia andes
- Mysidia ariasi
- Mysidia asinella
- Mysidia athena
- Mysidia augusta
- Mysidia bella
- Mysidia bianca
- Mysidia bibula
- Mysidia bizzara
- Mysidia boliviana
- Mysidia caliginosa
- Mysidia calypso
- Mysidia carosella
- Mysidia cheesemani
- Mysidia cinerea
- Mysidia claudata
- Mysidia clava
- Mysidia cooperi
- Mysidia costata
- Mysidia decora
- Mysidia delicatissima
- Mysidia diabola
- Mysidia diana
- Mysidia distanti
- Mysidia distincta
- Mysidia dollingi
- Mysidia douglasi
- Mysidia ecuadoria
- Mysidia enjebetta
- Mysidia erecta
- Mysidia estfarchina
- Mysidia etheldreda
- Mysidia fasciata
- Mysidia flavilla
- Mysidia formosa
- Mysidia fowleri
- Mysidia fulvodorsalis
- Mysidia fuscofrontalis
- Mysidia fuscomaculata
- Mysidia geoffreyi
- Mysidia glauca
- Mysidia gracilis
- Mysidia grandis
- Mysidia harmonia
- Mysidia havilandi
- Mysidia hengist
- Mysidia henrietta
- Mysidia hyalina
- Mysidia immaculata
- Mysidia infedelis
- Mysidia inquinata
- Mysidia insania
- Mysidia insolita
- Mysidia intima
- Mysidia isteria
- Mysidia jamesi
- Mysidia josianna
- Mysidia knighti
- Mysidia krameri
- Mysidia lacteola
- Mysidia lactiflora
- Mysidia limpida
- Mysidia liquida
- Mysidia lloydi
- Mysidia lucianna
- Mysidia lucifera
- Mysidia maculicosta
- Mysidia maculosa
- Mysidia magica
- Mysidia marshalli
- Mysidia minerva
- Mysidia molesta
- Mysidia musica
- Mysidia mylesi
- Mysidia nebulosa
- Mysidia nemorensis
- Mysidia neoasinella
- Mysidia neonebulosa
- Mysidia nigrifrontalis
- Mysidia nigrithorax
- Mysidia nitida
- Mysidia obscura
- Mysidia pallescens
- Mysidia pallida
- Mysidia panamensis
- Mysidia peregrina
- Mysidia persephone
- Mysidia perspicua
- Mysidia polyhymnia
- Mysidia pseudocostata
- Mysidia pseudoerecta
- Mysidia pseudonebulosa
- Mysidia pulchella
- Mysidia punctifera
- Mysidia punctum
- Mysidia quadrifascia
- Mysidia richardsi
- Mysidia robusta
- Mysidia sanguinea
- Mysidia silvana
- Mysidia simpla
- Mysidia squamigera
- Mysidia stali
- Mysidia stigma
- Mysidia striata
- Mysidia subfasciata
- Mysidia subfusca
- Mysidia testacea
- Mysidia tikalme
- Mysidia transversa
- Mysidia unimaculata
- Mysidia varia
- Mysidia venusta
- Mysidia whimper
- Mysidia williamsi
- Mysidia vista